# Blepharodes parumspinosus
Blepharodes parumspinosus är en bönsyrseart som beskrevs av Max Beier 1930. Blepharodes parumspinosus ingår i släktet Blepharodes och familjen Empusidae. Inga underarter finns listade i Catalogue of Life.